# Volvarina insulana
Volvarina insulana е вид охлюв от семейство Marginellidae.

## Разпространение
Видът е разпространен в Сао Томе и Принсипи.